# Horsham
Horsham er en engelsk købstad ved floden Arun på kanten af området kaldet Weald i West Sussex. Byen ligger omkring 50 km sydvest for London, 30 km nordvest for Brighton og 42 km nordøst for county town Chichester. Nærliggende byer inkluderer Crawley mod nordøst og Haywards Heath og Burgess Hill mod sydøst. Det er administrativt centrum for distriktet Horsham.
Byen kendes fra 947, og navnet betyder enten "hestehjem" (engelsk horse home) eller "Horsas hjem" (en saksisk kriger der fik tildelt et landområde hvor Horsham ligger). Byen har været kendt for sin hestehandel i begyndelen af middelalderen samt jern- og teglstensfremstilling frem til 1900-tallet.
Christ's Hospital, der er en skole, ligger i byen og blev grundlagt i 1552.